# Włodzimierz Zakrzewski
Włodzimierz Zakrzewski (ur. 16 czerwca 1916 w Petersburgu, zm. 24 stycznia 1992 w Warszawie) – polski malarz, grafik, plakacista. Jeden z inicjatorów i propagatorów socrealizmu w malarstwie i plakacie polskim.

## Życiorys
Urodził się 16 czerwca 1916 w Petersburgu jako syn Włodzimierza. Po przeprowadzce z rodzicami na terytorium odrodzonej Polski, uczęszczał do szkoły w Bielsku Podlaskim. Od 1933 należał do KZMP, był sekretarzem Komitetu Miejskiego KZMP w Bielsku Podlaskim. W 1934 za aktywność w Komunistycznym Związku Młodzieży Zachodniej Białorusi został skazany na trzy lata więzienia. Pierwsze lekcje rysunku pobierał podczas nauki w gimnazjum, po którym rozpoczął naukę w Szkole Sztuk Zdobniczych i Malarstwa w Warszawie, gdzie wykładowcą był m.in. Edward Butrymowicz (1879–1944).
Podczas II wojny światowej przebywał w Moskwie, gdzie dla agencji TASS wykonywał plakaty szablonowe. Zasłynął jako autor plakatów robionych na potrzeby Armii Czerwonej (m.in. Kocioł stalingradzki, Łuk kurski). Malował obrazy o tematyce militarnej. Pracował także jako instruktor w centralnym ośrodku indoktrynacji komunistycznej „Artek” nad Morzem Czarnym.
Po powrocie do kraju pełnił funkcję kierownika Pracowni Plakatu Frontowego Ludowego Wojska Polskiego (1944–1948). Otrzymał awans na majora. W latach 1945–1948 był członkiem PPR, od 1948 roku należał do PZPR. W latach 1950–1952 był profesorem warszawskiej Akademii Sztuk Pięknych. W latach następnych całkowicie poświęcił się malarstwu, po 1956 uprawiał postimpresjonizm. Wiele podróżował m.in. do Włoch, Francji, Stanów Zjednoczonych – powstały wtedy pejzaże i weduty z wielu odwiedzanych miast. Był członkiem Grupy Realistów.  
Jego pracownia mieściła się w domu przy ul. Kościelnej 10 lok. 5.
Główne dzieła: Olbrzym i zapluty karzeł reakcji (1945), Towarzysz Bierut wśród robotników (1950).
Zmarł 24 stycznia 1992.

## Życie prywatne
Jego syn Włodzimierz Jan Zakrzewski (1946–2025) był artystą malarzem i rysownikiem.

## Ordery i odznaczenia
- Krzyż Oficerski Orderu Odrodzenia Polski (22 lipca 1955)[2]
- Krzyż Kawalerski Orderu Odrodzenia Polski
- Złoty Krzyż Zasługi (dwukrotnie: w tym 22 lipca 1952[8])
- Srebrny Krzyż Zasługi (9 stycznia 1947)[4]
- Medal za Warszawę 1939–1945
- Medal za Odrę, Nysę, Bałtyk
- Medal Zwycięstwa i Wolności 1945[5]
- Medal 10-lecia Polski Ludowej (19 stycznia 1955)[9]

## Nagrody
- Państwowa Nagroda Artystyczna III stopnia w dziale plastyki za plakat polityczny (1950)[10]
- Dyplom honorowy Związku Artystów Plastyków ZSRR (1979)[11]